# オーストラリア時間
オーストラリア本土では東側から
- オーストラリア東部標準時（AEST、Australian Eastern Standard Time (UTC+10)）
- オーストラリア中部標準時（ACST、Australian Central Standard Time (UTC+9:30)）
- オーストラリア西部標準時（AWST、Australian Western Standard Time (UTC+8)）

の3つの標準時が用いられる。一部地域では、後述のようにサマータイム（夏時間）も採用されている。
非公式ではあるがオーストラリア中西部標準時（AWCST、Australian Western Central Standard Time (UTC+8:45)）も一部の地域で採用されている。

## タイムゾーン

オーストラリアの標準時

### 本土
| 色   | 州                                                  | 標準時   | 夏時間    | 夏時間の期間                                  |
| ---- | --------------------------------------------------- | -------- | --------- | --------------------------------------------- |
| 茶   | 首都特別地域                                        | UTC+10   | UTC+11    | 10月第一日曜日午前2:00～4月第一日曜日午前3:00 |
| 茶   | ニューサウスウェールズ州 （ブロークン・ヒルを除く） | UTC+10   | UTC+11    | 10月第一日曜日午前2:00～4月第一日曜日午前3:00 |
| 茶   | ビクトリア州                                        | UTC+10   | UTC+11    | 10月第一日曜日午前2:00～4月第一日曜日午前3:00 |
| 茶   | タスマニア州                                        | UTC+10   | UTC+11    | 10月第一日曜日午前2:00～4月第一日曜日午前3:00 |
| 赤   | クイーンズランド州                                  | UTC+10   | なし      |                                               |
| 橙   | 南オーストラリア州 ブロークン・ヒル                 | UTC+9:30 | UTC+10:30 | 10月第一日曜日午前2:00～4月第一日曜日午前3:00 |
| 薄橙 | ノーザンテリトリー                                  | UTC+9:30 | なし      |                                               |
| 山吹 | 西オーストラリア州                                  | UTC+8    | なし      |                                               |

| 場所 | 標準時   | 夏時間 | 夏時間の期間 |
| --- | -------- | ------ | ------------ |
| 南オーストラリア州 - ボーダービレッジ（Border Village）                                                                                           | UTC+8:45 | なし   |              |
| 西オーストラリア州 - ケイグナ（Caiguna） - コックルビディー（Cocklebiddy） - ユークラ（Eucla） - マドゥラ（Madura） - マンドラビラ（Mundrabilla） | UTC+8:45 | なし   |              |

オーストラリアにおける時間の標準化は1892年のメルボルンでの植民地間会議の時に始まった。その時に1884年の国際子午線会議での推奨案であったグリニッジ平均時(GMT)（後に協定世界時(UTC)となる）を基準に考えた標準時の採用を決定した。世界の各国の習慣に従って、GMTから1時間の倍数の時間帯の地方標準時システムが考案された。
1893年、西オーストラリア州（1901年までは植民地、他州も同様。）はGMTを8時間進めた時間帯、南オーストラリア州およびクイーンズランド州、ニューサウスウェールズ州は9時間進めた時間帯、ビクトリア州とタスマニア州は10時間進めた時間帯を採用する立法を制定した。3つの地方標準時帯は、西部、中部および東部標準時として知られるようになった。
1898年には、南オーストラリア州がUTC+9:30に標準時を変更した。この非整数である時間帯には度々批判があり、1986年と1994年にUTC+10を採用するかUTC+9に戻す計画が浮上したが、実現しなかった。
標準時採用以来の大きな変更は、1910年と1911年のブロークンヒルの中央標準時の採用と、ロード・ハウ島のUTC+10:30の採用だった。一方、ニューサウスウェールズ州から分離したオーストラリア首都特別地域と南オーストラリア州から分離したノーザンテリトリーは、親州の標準時を維持した。

### 本土以外の地域
オーストラリアの多くの島々では個々に標準時を持っていることがある。また、3つの地方では夏時間を採用している。なお、ノーフォーク島は2015年10月4日にUTC+11:30からUTC+11の時間帯へ移行した。また、2019年10月6日には夏時間を導入した。
| 場所                                  | 標準時    | 夏時間 | 夏時間の期間                      |
| ------------------------------------- | --------- | ------ | --------------------------------- |
| ハード島とマクドナルド諸島            | UTC+5     | なし   |                                   |
| ココス諸島                            | UTC+6:30  | なし   |                                   |
| クリスマス島 (オーストラリア)         | UTC+7     | なし   |                                   |
| マッコーリー島                        | UTC+10    | UTC+11 | 10月第一日曜早朝～4月第一日曜早朝 |
| ロード・ハウ島                        | UTC+10:30 | UTC+11 | 10月第一日曜早朝～4月第一日曜早朝 |
| ノーフォーク島                        | UTC+11    | UTC+12 | 10月第一日曜早朝～4月第一日曜早朝 |
| オーストラリア南極地域 - モーソン基地 | UTC+6     | なし   |                                   |
| オーストラリア南極地域 - デービス基地 | UTC+7     | なし   |                                   |
| オーストラリア南極地域 - ケーシー基地 | UTC+11    | なし   |                                   |

## 夏時間

オーストラリアの夏時間

夏時間を正式採用しているのは、オーストラリア首都特別地域、タスマニア州、ニューサウスウェールズ州、ビクトリア州、南オーストラリア州である。
南オーストラリア州はオーストラリア中部夏時間（ACDT、Australian Central Daylight Time - (UTC+10:30)）を採用し、それ以外で採用している州と地域はオーストラリア東部夏時間（AEDT、Australian Eastern Daylight Time(UTC+11)）を採用している。
夏時間を採用する地域の大部分は、現地時間の10月の第一日曜日午前2:00から4月の第一日曜日午前3:00の期間に適用している。この期間は2008年の夏時間終了時からの州政府間の合意によるものである。
西オーストラリア州は2006-2009年の3年間、オーストラリア西部夏時間（AWDT、Australian Western Daylight Time (UTC+9)）を試行していた。他州に比べて夏時間の期間は短く、10月の最終日曜日午前2:00から3月の最終日曜日午前3:00の期間に適用していた。
2012年現在、夏時間を採用していないのはクイーンズランド州、西オーストラリア州とノーザンテリトリーである。

## IANA time zone database
tz databaseのzone.tabには、ISO 3166-1 alpha-2におけるオーストラリアの国コード "AU"を持つ領域は13の時間帯が含まれている。また、本土以外の地域についてもいくつかのエントリーがある。
| 国コード | 座標        | TZ                    | 注釈                                     | 協定世界時との差 | 夏時間 | 備考 |
| -------- | ----------- | --------------------- | ---------------------------------------- | ---------------- | ------ | ---- |
| AU       | −3455+13835 | Australia/Adelaide    | 南オーストラリア                         | +09:30           | +10:30 |      |
| AU       | −2728+15302 | Australia/Brisbane    | クイーンズランド（ほとんどの地域）       | +10:00           | +10:00 |      |
| AU       | −3157+14127 | Australia/Broken_Hill | ニューサウスウェールズ（ヤンコウィナ）   | +09:30           | +10:30 |      |
| AU       | −3956+14352 | Australia/Currie      | タスマニア（キング島）                   | +10:00           | +11:00 |      |
| AU       | −1228+13050 | Australia/Darwin      | ノーザンテリトリー                       | +09:30           | +09:30 |      |
| AU       | −3143+12852 | Australia/Eucla       | 西オーストラリア（ユークラ）             | +08:45           | +08:45 |      |
| AU       | −4253+14719 | Australia/Hobart      | タスマニア（ほとんどの地域）             | +10:00           | +11:00 |      |
| AU       | −2016+14900 | Australia/Lindeman    | クイーンズランド（ウィットサンデー諸島） | +10:00           | +10:00 |      |
| AU       | −3133+15905 | Australia/Lord_Howe   | ロード・ハウ島                           | +10:30           | +11:00 |      |
| AU       | −3749+14458 | Australia/Melbourne   | ビクトリア                               | +10:00           | +11:00 |      |
| AU       | −3157+11551 | Australia/Perth       | 西オーストラリア（ほとんどの地域）       | +08:00           | +08:00 |      |
| AU       | −3352+15113 | Australia/Sydney      | ニューサウスウェールズ（ほとんどの地域） | +10:00           | +11:00 |      |
| AU       | −5430+15857 | Antarctica/Macquarie  | マッコーリー島                           | +10:00           | +11:00 |      |
| AQ       | −6617+11031 | Antarctica/Casey      | ケーシー基地                             | +11:00           | +11:00 |      |
| AQ       | −6835+07758 | Antarctica/Davis      | デービス基地                             | +07:00           | +07:00 |      |
| AQ       | −6736+06253 | Antarctica/Mawson     | モーソン基地                             | +05:00           | +05:00 |      |
| CC       | −1210+09655 | Indian/Cocos          |                                          | +06:30           | +06:30 |      |
| CX       | −1025+10543 | Indian/Christmas      |                                          | +07:00           | +07:00 |      |
| NF       | −2903+16758 | Pacific/Norfolk       |                                          | +11:00           | +12:00 |      |